# Deed Lig
La Deed Lig (in mongolo: Монголын Үндэсний Дээд Лиг, Mongolyn Ündesnii Deed Lig, "lega superiore nazionale mongola") è la massima competizione calcistica della Mongolia, creata nel 1974. Il campionato si svolge coprendo soltanto sei mesi dell'anno solare a causa del clima rigido che caratterizzano i confini del paese, solitamente da maggio a ottobre. Dal 2015 le partite sono trasmesse dalla New Television.

## Storia
Nel 1996 la federazione mongola istituisce la Premier League della Mongolia. Fino al 2014 il campionato è stato assegnato attraverso dei play-off a fine campionato, ma con la crescita del movimento calcistico mongolo i play-off sono stati eliminati e il titolo assegnato nel campionato regolare, con la formula del girone all'italiana con gare di andata e di ritorno.
Dal 2015 il campionato ha adottato come main sponsor la birra mongola Khurkree con un accordo di 400 milioni di Tugrik, che ha portato il calcio mongolo nella rete televisiva nazionale, dal 2016 il numero di iscritti alla Premier è aumentato a 10.
Sin dalla sua fondazione la Niislel League è appannaggio delle numerose squadre della capitale, la compagine più titolata dal 1996 è l'Erchim che nel 2016 ha vinto il suo decimo titolo. L'unico club con sede fuori dalla capitale Ulan Bator ad aver vinto il campionato è il Khangarid (4 volte, la prima nel 2001), compagine di Erdenet, seconda città del paese.

## Squadre Ricorrenti (Premier League)

### Partecipazioni
- 21 volte:  Erchim,  Bayangol,  Khangarid
- 19 volte:  Ulaanbatar Mazaalai
- 17 volte:  Khoromkhon
- 16 volte:  Ulaanbaatar Univ.
- 9 volte:  Selenge Press
- 6 volte:  Ulaanbaatar
- 2 volte:  Deren
- 1 volta:  Ulaanbaatar City

## Albo d'oro
- 1974:  Aldar
- 1985:  Khuch
- 1989:  Khudulmur
- 1990:  Khuch
- 1994:  Khuch
- 1995:  Idsskh
- 1996:  Erchim
- 1997:  Delger
- 1998:  Erchim
- 1999:  ITI Bank-Bars
- 2000:  Erchim

- 2001:  Khangarid
- 2002:  Erchim
- 2003:  Khangarid
- 2004:  Khangarid
- 2005:  Khoromkhon
- 2006:  Khasin Khultood[1]
- 2007:  Erchim
- 2008:  Erchim
- 2009:  Ulaanbaatar Univ.
- 2010:  Khangarid
- 2011:  Ulaanbaatar

- 2012:  Erchim
- 2013:  Erchim
- 2014:  Khoromkhon
- 2015:  Erchim
- 2016:  Erchim
- 2017:  Erchim
- 2018:  Erchim
- 2019:  Ulaanbaatar City
- 2020:  Athletic 220
- 2021:  Athletic 220
- 2021-2022:  Erchim
- 2022-2023:  Ulaanbaatar
- 2023-2024:  Falcons
- 2024-2025:  Falcons

## Titoli per club (dal 1996)
| Club              | Vittorie | Stagioni                                                                     |
| ----------------- | -------- | ---------------------------------------------------------------------------- |
| Erchim            | 13       | 1996, 1998, 2000, 2002, 2007, 2008, 2012, 2013, 2015, 2016, 2017, 2018, 2022 |
| Khangarid         | 4        | 2001, 2003, 2004, 2010                                                       |
| Khoromkhon        | 2        | 2005, 2014                                                                   |
| Ulaanbaatar       | 2        | 2011, 2023                                                                   |
| Athletic 220      | 2        | 2020, 2021                                                                   |
| Falcons           | 2        | 2025                                                                         |
| Delger            | 1        | 1997                                                                         |
| ITI Bank-Bars     | 1        | 1999                                                                         |
| Khasin Khultood   | 1        | 2006                                                                         |
| Ulaanbaatar City  | 1        | 2019                                                                         |
| Ulaanbaatar Univ. | 1        | 2009                                                                         |

## Vincitori della classifica marcatori
| Anno    | Nazione                   | Calciatore            | Squadra         | Reti |
| ------- | ------------------------- | --------------------- | --------------- | ---- |
| 2003    | Mongolia (bandiera)       | Davaa Bayarzorig      | Khangarid       | 24   |
| 2004    | -                         | -                     | -               | -    |
| 2005    | -                         | -                     | -               | -    |
| 2006    | -                         | -                     | -               | -    |
| 2007    | Mongolia (bandiera)       | Dagva Enkhtaivan      | Khasin Khultood | 26   |
| 2008    | Mongolia (bandiera)       | Ganbaataryn Tögsbayar | Erchim          | 15   |
| 2009    | Mongolia (bandiera)       | Ganbaataryn Tögsbayar | Selenge Press   | 15   |
| 2010    | -                         | -                     | -               | -    |
| 2011    | -                         | -                     | -               | -    |
| 2012    | -                         | -                     | -               | -    |
| 2013    | -                         | -                     | -               | -    |
| 2014    | -                         | -                     | -               | -    |
| 2015    | Mongolia (bandiera)       | Naranbold Nyam-Osor   | Khoromkhon      | 23   |
| 2016    | Mongolia (bandiera)       | Oyunbaatar Mijiddorj  | Khangarid       | 29   |
| 2017    | Mongolia (bandiera)       | Naranbold Nyam-Osor   | Athletic 220    | 17   |
| 2018    | Mongolia (bandiera)       | Naranbold Nyam-Osor   | Athletic 220    | 27   |
| 2019    | Costa d'Avorio (bandiera) | David Saviola         | Falcons         | 34   |
| 2020    | Mongolia (bandiera)       | Naranbold Nyam-Osor   | Athletic 220    | 29   |
| 2021    | Giappone (bandiera)       | Tetsuaki Misawa       | BCH Lions       | 17   |
| 2021-22 | Giappone (bandiera)       | Yuta Mishima          | Erchim          | 26   |
| 2022-23 | Mongolia (bandiera)       | Batkhiag Mönkh-Erdene | Khovd           | 38   |
| 2023-24 | Mongolia (bandiera)       | Nyam-Osor Naranbold   | Khoromkhon      | 25   |